# V de la Sageta
V de la Sageta (V Sagittae) és un sistema estel·lar binari variable cataclísmic de la constel·lació de la Sageta que s'espera que es converteixi en nova i breument esdevingui el punt de llum més lluminós de la Via Làctia i del cel terrestre al voltant de l'any 2083. El sistema està compost per un estel de seqüència principal d'aproximadament 3,3 masses solars i una nana blanca d'aproximadament 0,9 masses solars; el fet que la nana blanca sigui menys massiva que la seva companya és molt poc habitual, i V Sagittae és l'única font de raigs X supertous cataclísmica no magnètica variable trobada fins al moment.
V de la Sageta ha incrementat la seva lluminositat en un factor de 10 durant el darrer segle i, segons investigacions publicades el 2020, s'espera que continuï augmentant-la i que esdevingui breument l'estel més brillant del cel nocturn als voltants del 2083 (amb una tolerància d'11 anys abans o després). Durant els darrers mesos el sistema estel·lar es fusionarà, esdevindrà una nova i, finalment, una gegant roja.
Els estels del sistema orbiten l'un al voltant de l'altre cada més o menys 0,514 dies i s'eclipsen durant cada òrbita. El període orbital decreix actualment per 4,73*10−10 dies per cicle, una taxa que s'accelerarà.